# 2341 Aoluta
2341 Aoluta (1976 YU1) là một tiểu hành tinh vành đai chính được phát hiện ngày 16 tháng 12 năm 1976 bởi Chernykh, L. ở Nauchnyj.